# О море, море!..
«О море, море!..» — советский короткометражный мультипликационный фильм, поставленный режиссёром Ефимом Гамбургом и снятый на киностудии «Союзмультфильм» (Москва) с совмещением живых актёров и рисованной мультипликации.

## Сюжет
Мультфильм рассказывает об отдыхе юноши и девушки на курорте. Их постоянно пытаются разлучить всевозможные обстоятельства, в том числе сказочные и фантасмагорические, но дело заканчивается свадьбой.
Этот фантастический сюжет использован авторами для высмеивания массовой псевдокультуры, широко бытовавшей в то время в Советском Союзе. Все «враги» юноши и девушки — это ожившие иллюзии, представляющие собой:
- популярную итальянскую песенку «Amore, amore, amore…» (песня «Amore no» в исполнении Адриано Челентано);
- слащавые «курортные» фото на память;
- поддельный стиль «а-ля рюс»;
- мещанские, аляповато-базарные бытовые «украшательства» в виде фарфоровых слоников, свиней-копилок и кошек-копилок;
- затёртые, антиэстетические перепевы хитов зарубежных и отечественных исполнителей;
- самодельные холщовые сумки с изображениями Пугачёвой, Боярского, групп Boney M. и ABBA;
- культ материального достатка и вещизма, преклонение и маниакальная охота за заграничными фирменными товарами.

Любовь юноши и девушки едва не разменивается на псевдокультурные мелочи под завалами пошлятины. Но герои счастливо избегают этой опасности. В финальных кадрах старый курортный фотоаппарат (символ китча) превращается в монстра и пытается преследовать героев, но, развалившись, «падает без сил» у кромки прибоя. И пара, прорвавшись сквозь иллюзии, ныряет в море, смывая с себя множество налипших логотипов известных брендов.

## Создатели
| авторы сценария            | Александр Курляндский, Михаил Липскеров                                                              |
| кинорежиссёр               | Ефим Гамбург                                                                                         |
| художник-постановщик       | Игорь Макаров                                                                                        |
| художник                   | Геллй Аркадьев                                                                                       |
| кинооператор               | Пётр Ракитин                                                                                         |
| композитор                 | Павел Овсянников                                                                                     |
| звукооператор              | Владимир Кутузов                                                                                     |
| монтажёр                   | Изабелла Герасимова                                                                                  |
| ассистент режиссёра        | Ольга Апанасова                                                                                      |
| художники                  | Нина Озёрская, Ирина Собянина                                                                        |
| художники-мультипликаторы: | Эльвира Маслова, Наталия Богомолова, Галина Зеброва, Иосиф Куроян, Александр Панов, Александр Мазаев |
| редактор                   | Раиса Фричинская                                                                                     |
| директор съёмочной группы  | Лилиана Монахова                                                                                     |
| в фильме снимались         | Анна Рыбникова, Александр Тимошкин                                                                   |

## Производство
Художник-постановщик фильма Игорь Макаров вспоминал о работе с режиссёром Ефимом Гамбургом во время съёмок в Киеве: «На фильме „О море, море!“ совсем юные актёры (там были игровые сцены) восторженно принимали все его придумки и радостно выполняли их».